# Пламен Димов (футболист)
Пламен Диянов Димов (роден на 29 октомври 1990 г. в Бургас) е български футболист, който играе като защитник. Играе за ФК „Спартак“ (Варна).
Син е на Диян Петков и брат близнак на Галин Димов. 
Дебютира в А ПФГ на 10 март 2012 г. срещу Локомотив (Пловдив). От 9 януари 2013 г. е футболист на Левски (София).

## Кариера
- Започва футболната си кариера през 2009 г. като част от Черноморец (Поморие)

- През 2012 г. преминава в „Черноморец“ (Бургас).

- През 2013 г. става играч на българския клуб „Левски“

- През 2015 г. играе за казахстанския клуб „Кайсар“.

- През 2017 г. подписа договор с „Ботев“ (Пловдив), за който изиграва 25 мача в българското първенство.

- През 2018 г. преминава в „Черно море“ (Варна).

- През 2019 г. продължава кариерата си в Казахстан, като част от „Окжетпес“.

- През 2020 г. става играч на узбекския клуб „Андижан“.

- От март 2022 г. подписва договор с литовския клуб ФК „Ритеряй“.

## Успехи
С Ботев (Пловдив)
- Суперкупа на България: 2017

## Семейство
Бащата на Пламен е известният български футболист Диан Петков. Той има и брат близнак, футболист на местния клуб Созопол-Галин Димов.
През 2020 г. Пламен се жени за казахстанка на име Оля.
На 4 юли 2021 г. в Караганда се ражда дъщеря им Бианка Пламен Димова. Те също имат син Платон.